# Toxocara
Toxocara és un gènere de nematodes ascarídids que conté diverses espècies de cucs paràsits de cànids i fèlids, i només secundàriament afecten l'ésser humà. La seva infestació es coneix com a toxocarosi.

## Morfologia
Són cucs cilíndriques d'extrems punxeguts amb tres llavis a la boca, de color rosat clar nacrat. Els adults femella mesuren al voltant de 15 cm, mentre que els mascles gairebé la meitat. Els ous mesuren 80 µm i les larves entre 0,4 mm de llarg x 0,02 mm d'ample. Donades les condicions adients, els ous poden sobreviure de 2-4 anys.

## Biologia
Tenen reproducció sexual, en la qual el mascle fecunda a la femella perquè aquesta mitjançant ous dissemini la infecció a l'ambient. El cicle normal ocorre només en els gossos i els gats, especialment en cadells de menys de 5 setmanes, en els quals ocorre migració traqueo-bronquial o cicle de Loos. Aquest cicle consisteix en el fet que les larves infectants (tipus L2) passen des de l'intestí a la circulació mesentèrica, d'aquí van al fetge i posteriorment al cor dret, una vegada aquí migren cap al pulmó i si són animals menors de 5 setmanes travessen l'epiteli pulmonar i arriben als alvèols, posteriorment a la tràquea i finalment són deglutits per a aconseguir el seu estat adult en el lumen intestinal. En el cas dels animals majors de 5 setmanes, no són capaces de passa la membrana alveolar i es queden en la circulació general, des d'on van fins al teixit muscular i queden en estat de latència fins que es donin les condicions pròpies per a la infecció.
Només afecten a l'home en el cas que aquest tingui contacte amb les larves en altes concentracions, les quals en individus immunodeprimits poden causar diarrees lleus i fins i tot poden travessar l'epiteli intestinal i produir el síndrome larva-migrans visceral.
Els humans s'infecten per la ingestió accidental dels ous larvats de T.canis o T.cati, que fan eclosió i alliberen larves en el tub digestiu alt, penetren en la mucosa intestinal i transportades per la sang. En tractar-se d'un hoste anormal en els humans la migració es fa de forma erràtica per diferents teixits i es desenvolupa una reacció inflamatòria granulomatosa crònica al voltant de les larves, amb focalització d'eosinòfils, limfòcits i cèl·lules epitelioides.
Els òrgans més afectats són el fetge, pulmons, ulls i cervell. En els casos greus, les larves poden produir alteracions neurològiques que es manifesten amb síndrome convulsiva, paràlisi i fins i tot la mort. En la toxocarosi ocular les lesions són més freqüents en la mainada, encara que es poden presentar en qualsevol grup. Les larves a l'ull poden originar estrabisme, conjuntivitis, lesions similars a les d'un retinoblastoma, també despreniment de retina i a vegades la pèrdua de la visió.